# New Underwood
New Underwood est une municipalité américaine située dans le comté de Pennington, dans l'État du Dakota du Sud. Selon le recensement de 2010, elle compte 660 habitants. La municipalité s'étend sur 1,01 milles carrés (2,62 km2).
Le nom de Underwood est choisi par Isaac Humphrey, qui donna un droit de passage sur ses terres en 1906 pour la construction du chemin de fer, en référence à un ami. Le New (pour « nouveau ») est ajouté pour éviter une confusion avec une autre localité appelée Underwood.

## Démographie
| 1910 | 1920 | 1930 | 1940 | 1950 | 1960 |
| ---- | ---- | ---- | ---- | ---- | ---- |
| 134  | 164  | 311  | 214  | 268  | 462  |

| 1970 | 1980 | 1990 | 2000 | 2010 | - |
| ---- | ---- | ---- | ---- | ---- | - |
| 416  | 517  | 553  | 616  | 660  | - |